# Tachycnemis seychellensis
Tachycnemis seychellensis, també anomenada granota arbòria de les illes Seychelles és una espècie d'amfibis de la família Hyperoliidae. És endèmica de Seychelles. T. seychellensis és monotípica del gènere Tachycnemis. El seu hàbitat inclou boscos tropicals o subtropicals secs i a baixa altitud, rius, pantans, aiguamolls d'aigua dolça, corrents intermitents d'aigua dolça, plantacions, jardins rurals, zones prèviament boscoses ara degradades i zones de regadiu.